# Uí Ímair

Dublín a l'era vikinga.

La dinastia Uí Ímair.

Uí Ímair (Uí Ímhair), o Casa d'Ivar, va ser una extensa dinastia de cabdills escandinaus e nòrdic-gaèlics que van forjar un imperi des d'Escandinàvia que va tenir el seu moment d'apogeu al llarg del segle ix fins a mitjan segle x, durant les conquestes i expansió nòrdica cap a l'oest:  Northumbria, el mar d'Irlanda i el regne de Dublín, regne de Mann, Jòrvik i la costa occidental d'Escòcia, incloses les Hèbrides i les Òrcades.

En mancar fonts fiables que confirmen les dades adquirides pels historiadors, és particularment difícil determinar els vincles, ja que la majoria de fonts històriques no han sobreviscut. D'altra banda, durant tres o quatre dècades, hi va haver d'altres dominis reials contemporanis, la noblesa dels quals, es va veure involucrada en la trama dinàstica com el regne d'Escòcia, que es diferenciava del regne de Strathclyde que tenia la seva pròpia dinastia reial, i breument més tard la província de Munster, sotmesa des de Waterford, i més tard encara per Mèrcia. A l'oest d'Irlanda, la dinastia va donar almenys dos reis al regne de Limeric, que alhora van intentar conquerir Munster novament. Pel flanc femení, els Annals irlandesos citen el menys dos reines consort al regne de Mide i al regne de Munster, i reines de Leinster i Osraige, i les fonts escandinaves citen una reina consort de Noruega sota el regnat de Olaf Tryggvason. Finalment una altra branca va donar probablement una reina de Brega. El nom és irlandès antic, i significa 'nets d'Ivar' o 'descendents d'Ivar', però la dinastia inclou el progenitor i els seus fills. Els Annals irlandesos descriuen Ivar com a germà de Amlaíb Conung i Auisle, i el seu obituari es recull als Annals irlandesos l'any 873:
| « | Imhar, rex Nordmannorum totius Hibernie & Brittanie, uitam finiuit. «Ivar, rei de tots els escandinaus d'Irlanda i Britànnia, va acabar la seva vida.» | » |

Existeix la teoria, encara discutida entre historiadors, que va ser el fill de Ragnar Lodbrok, Ivar el desossat qui va fundar la seva pròpia dinastia; els seus presumptes descendents, la Casa de Godred Crovan, van governar com a reis de  Mann i les illes des del segle xi fins al segle xiii, encara que van actuar com a vassalls dels reis de Noruega la major part del temps. L'historiador Alex Wolf ressalta que és una errada considerar el domini d'Uí Ímair com un "imperi unitari", però una sèrie de senyorius governats per vincles familiars el concepte d'unitat dels quals depenia de les circumstàncies polítiques del moment i el carisma dels cabdills. Especialment, al primer període, la riquesa de la majoria dels seus membres es va obtenir bé coma esclavistes o bé pels impostos derivats, pel que eren infames en aquell temps i van tenir com gran antagonista al segle xii la Cogad Gáedel re Gallaib (guerra dels irlandesos contra els estrangers).
Una de les més grans dinasties de l'era vikinga, els Uí Ímair van anar en el seu moment els vikings més temuts i poderosos de totes les illes anglo-cèltiques i potser més enllà. La dinastia va poder conservar la seva influència a Escandinàvia, i part de Normandia, però les fonts sobre aquest assumpte són escasses. Malgrat tot, descomptant la dinastia rúrica a orient, els Uí Ímair van fracassar estrepitosament al no poder conservar els béns territorials d'una forma significativa per molt de temps, una errada estratègica al marge del seu considerable poder econòmic i influència política.